# Підводні човни типу O 19
| Підводні човни типу O 19                                          | Підводні човни типу O 19                                                                                    | Підводні човни типу O 19                                                                                    |
| ----------------------------------------------------------------- | --- | --- |
| O 19-klasse                                                       | | |
|                                                                   | | |
| Підводний човен O 19, головний у своєму типі                      | | |
| Верф                                                              | Wilton-Fijenoord                                                                                            | Wilton-Fijenoord                                                                                            |
| Під прапором                                                      | Нідерланди                                                                                                  | Нідерланди                                                                                                  |
| Належність                                                        | Військово-морські сили Нідерландів                                                                          | Військово-морські сили Нідерландів                                                                          |
| Замовлення                                                        | 2 | 2 |
| Закладений                                                        | 2 | 2 |
| Спуск на воду                                                     | 2 | 2 |
| Введений до складу флоту                                          | 2 | 2 |
| На службі                                                         | 1939 —1945                                                                                                  | 1939 —1945                                                                                                  |
| Загибель                                                          | 2 | 2 |
| Бойовий досвід                                                    | Друга світова війна                                                                                         | Друга світова війна                                                                                         |
| Проєкт                                                            | | |
| Тип ПЧ                                                            | підводні мінні загороджувачі                                                                                | підводні мінні загороджувачі                                                                                |
| Попередній проєкт                                                 | типу O 16 типу K XIV                                                                                        | типу O 16 типу K XIV                                                                                        |
| Наступний проєкт                                                  | типу O 21                                                                                                   | типу O 21                                                                                                   |
| Основні характеристики                                            | | |
| Швидкість (надводна)                                              | 19,5 вузла (36,1 км/год)                                                                                    | 19,5 вузла (36,1 км/год)                                                                                    |
| Швидкість (підводна)                                              | 9 вузлів (17 км/год)                                                                                        | 9 вузлів (17 км/год)                                                                                        |
| Робоча глибина занурення                                          | 100 м | 100 м |
| Дальність плавання                                                | 10 000 миль (18 700 км) на швидкості 12 вузлів (надводна) 27 миль (50 км) на швидкості 8,5 вузла (підводна) | 10 000 миль (18 700 км) на швидкості 12 вузлів (надводна) 27 миль (50 км) на швидкості 8,5 вузла (підводна) |
| Екіпаж                                                            | 40 офіцерів та матросів                                                                                     | 40 офіцерів та матросів                                                                                     |
| Розміри                                                           | | |
| Довжина найбільша (по КВЛ)                                        | 80,7 м | 80,7 м |
| Ширина корпусу найб.                                              | 7,41 м | 7,41 м |
| Середня осадка (по КВЛ)                                           | 3,87 м | 3,87 м |
| Водотоннажність надводна                                          | 1109 тонн                                                                                                   | 1109 тонн                                                                                                   |
| Водотоннажність підводна                                          | 1491 тонна                                                                                                  | 1491 тонна                                                                                                  |
| Силова установка                                                  | | |
| Дизель-електрична: 2 × дизельні двигуни Sulzer 2 × електродвигуни | | |
| Гвинти                                                            | 2 | 2 |
| Потужність                                                        | 2 × 2650 к.с. (дизелі) 2 × 500 к. с. (електродвигуни)                                                       | 2 × 2650 к.с. (дизелі) 2 × 500 к. с. (електродвигуни)                                                       |
| Озброєння                                                         | | |
| Артилерія                                                         | 1 × 88-мм палубна гармата                                                                                   | 1 × 88-мм палубна гармата                                                                                   |
| Торпедно- мінне озброєння                                         | 8 × 533-мм торпедних апаратів 14 торпед 40 морських мін Vickers                                             | 8 × 533-мм торпедних апаратів 14 торпед 40 морських мін Vickers                                             |
| ППО                                                               | 2 × 40-мм зенітні гармати Bofors 1 × 12,7-мм зенітний кулемет «Браунінг»                                    | 2 × 40-мм зенітні гармати Bofors 1 × 12,7-мм зенітний кулемет «Браунінг»                                    |

Підводні човни типу O 19 (нід. O 19-klasse) — тип голландських середніх підводних човнів, побудованих суднобудівельними компаніями Нідерландів у період з 1936 по 1939 рік. Загалом побудовано 2 підводні човни цього типу.
Клас O 19 був класом з двох підводних човнів, побудованих для Королівського флоту Нідерландів компанією Wilton-Fijenoord у Роттердамі. Кораблі були розроблені як підводні мінні загороджувачі для операцій як у водах Європи, так і в колоніях. Цей тип човнів включав O 19 і O 20 і був першим підводним човном у світі, оснащеним підводною трубкою, яка дозволяла підводному човну працювати з дизельними двигунами під час занурення. Глибина занурення підводних човнів становила 100 м. Ці зразки були дуже схожі на попередній польський клас «Ожел», зі зменшеною торпедною батареєю та 10 вертикальними мінними трубами, встановленими на кожній балці.
Обидва підводні човни типу O 19 були закладені 15 червня 1936 року на верфі Wilton-Fijenoord, багато в чому відрізнялися від своїх попередників. Човни спочатку були заплановані як K XIX і K XX (K означало підводні човни, призначені для голландських колоній), але під час будівництва було вирішено, що це витратна стаття бюджету військового міністерства, що призвело до зміни назв на O 19 і O 20. Таким чином, кораблі були першими голландськими підводними човнами, які не були спеціально побудовані для голландських або колоніальних вод, але були призначені для загального застосування. HNLMS O 19 і O 20 були прийняті на озброєння в 1939 році після короткого періоду навчання.

## Список ПЧ типу O 19
| Човен | Верф                         | Закладка       | Спущений        | Введений до строю | Виведений | Прим.                                                                                               |
| ----- | ---------------------------- | -------------- | --------------- | ----------------- | --------- | --------------------------------------------------------------------------------------------------- |
| O 19  | Wilton-Fijenoord, Вліссінген | 15 червня 1936 | 22 вересня 1938 | 3 липня 1939      |           | 10 липня 1945 року затоплений                                                                       |
| O 20  | Wilton-Fijenoord, Вліссінген | 15 червня 1936 | 31 січня 1939   | 28 серпня 1939    |           | 19 грудня 1941 року затоплений японськими есмінцями «Югірі», «Аянамі» і «Уранамі» поблизу Кота-Бару |